# 친구 (2001년 영화)
《친구》는 2001년에 개봉한 대한민국의 영화다.
곽경택 감독이 부산 지역의 유명 조직폭력단체 칠성파의 행동대장, 1993년에 칠성파 조직원에게 살해된 20세기파의 정한철 등과 학창시절 때 경험한 이야기를 토대로 만들어진 자서전적 내용이며, 그의 고향인 부산광역시를 배경으로 하여 배우들은 강한 억양의 부산지역 사투리를 사용하고 있다.
실미도, 태극기 휘날리며, 왕의 남자, 괴물 등의 영화가 개봉되기 전까지 역대 한국 관객 최고 흥행기록을 세웠다.

## 줄거리
이 영화는 네 명의 어린 시절 친구들의 삶을 따라간다. 준석은 아버지가 강력한 폭력 조직 보스인 그룹의 리더이고, 동수는 장의사인 아버지의 아들이다. 여기에 분위기 메이커 정호와 모범생 상택이 있다. 어린 시절 그들은 함께 어울려 다니며 성적으로 노골적인 사진들을 팔기도 한다. 고등학교에 올라가서 그들은 동갑내기 걸 그룹의 리드 보컬에게 반한다. 준석은 자신의 집에서 파티를 열어 밴드를 초대하고, 그곳에서 상택은 리드 보컬 진숙에게서 첫 키스를 받는다.
학교에서 준석과 동수는 선생님과의 다툼으로 문제를 일으키지만, 사과 후 가벼운 정학 처분만 받는다. 영화를 보러 외출하던 중, 상택은 이전에 싸움을 벌였던 학교 아이의 눈에 띈다. 준석과 동수는 상대 학교 학생들과 싸우고 정호는 상택을 보호한다. 동수는 학교의 상패와 트로피가 들어 있는 유리 진열장을 부수고 학교를 자퇴한다. 졸업 후, 상택과 정호는 대학에 진학하지만 다른 친구들은 그러지 못한다.
몇 년 후, 상택과 정호는 준석이 진숙과 결혼한 것을 알게 된다. 준석은 필로폰에 중독되어 금단 증상을 겪고 아내에게 폭력을 행사한다. 나중에 그는 중독에서 벗어나 아내와 이혼하고 아버지의 죽음을 슬퍼한다. 그는 형두 밑에서 일하며 아버지의 역할을 이어받아 범죄 조직의 보스가 된다. 동수는 상대 조직인 상곤이 이끄는 조직의 폭력배가 된다.
준석, 상택, 정호는 계속 친하게 지내며 함께 술을 마시고, 가라오케에서 노래를 부르고, 갈비를 먹는다. 동수가 준석의 보스를 투옥시킨 후, 준석의 모르게 도로쿠가 이끄는 독자적인 암살 시도가 동수를 상대로 일어난다. 이 공격은 실패하고, 이에 대한 보복으로 동수는 준석의 낚시 시설을 공격하여 도로쿠를 포함한 준석의 많은 부하들이 사망한다. 준석은 동수에게 상택을 미국으로 배웅하러 함께 갈 것인지 묻는다. 동수는 거절한다. 준석은 동수에게 상황이 정상으로 돌아올 때까지 하와이로 떠나라고 요청하지만, 동수는 준석이 가야 할 것이라고 말하며 거절한다. 준석이 그들의 만남을 떠난 후, 동수는 생각을 하고 그의 부하 중 한 명에게 자신을 공항으로 데려다달라고 부탁한다. 그러나 차 밖에서 그는 칼에 찔려 사망한다.
몇 년 후, 상택은 유학을 마치고 대한민국으로 돌아온다. 정호는 준석의 조직이 그를 해외로 숨겨주었다고 설명한다. 2년 후, 그는 더 이상 숨어 지낼 수 없었다. 그는 외국 술집에서 붙잡혔고, 심한 자해 흔적이 발견되었다. 준석은 동수 살해 혐의로 재판을 받았고, 동수의 죽음을 지시한 혐의를 인정했다.
상택은 감옥에 있는 준석을 방문하고, 두 사람은 옛 친구처럼 이야기를 나눈다. 상택은 왜 법정에서 유죄를 인정했는지 묻는다. 준석은 단순히 "쪽팔리잖아. 나나 동수나 다 건달아이가. 건달은 쪽팔리면 안 돼."라고 대답한다. 상택과 준석은 헤어지고, 상택은 매달 방문하겠다고 약속한다. 영화는 준석이 감옥 생활의 운명으로 걸어가는 모습과 상택이 그들이 모두 어렸을 때, 모두 좋은 친구였던 과거를 회상하는 장면으로 끝난다.

## 제작진
- 감독 : 곽경택
- 출연진 : 장동건, 유오성, 서태화, 정운택
- 장르 : 액션, 드라마
- 개봉일 : 대한민국을 기준으로 2001년 3월 31일
- 상영시간 : 116분
- 관람가 : 19세 이상
- 제작사 : 코리아픽쳐스

## 캐스팅

### 주연
- 유오성 : 이준석 역
- 장동건 : 한동수 역

### 조연
- 서태화 : 정상택 역
- 정운택 : 김중호 역
- 김보경 : 최진숙 역
- 기주봉 : 김형두 역

### 단역
- 전영운 : 한동수의 이버지 역
- 이재용 : 눈칼자국(차상곤) 역
- 김현지 : 키 큰 여자 역
- 유성일 : 아역 준석 역
- 정희룡 : 아역 동수 역
- 김준범 : 아역 상택 역
- 김성복 : 아역 중호 역
- 강신일: 상택 부 역
- 권남희 : 상택 모 역
- 박남희 : 준석 모 역
- 이은주 : 신애 역
- 김정태: 도루코 역
- 유병석 : 작은 녀석 역
- 김기용 : 짱가 역
- 정호빈: 은기 역
- 양중경 : 영어 선생 역
- 김광규 : 야비한 선생 역
- 김기호 : 비겁한 건달 역
- 홍석연 : 경비 영감 역
- 안창국 : 금테 안경 역
- 조영원 : 미녀 역ㅡ에로배우
- 은빛 : 미녀 역ㅡ에로배우
- 김훈 : 도루코 행동대 역
- 김란흔 : 도루코 행동대 역
- 김보흔 : 도루코 행동대 역
- 조수진 : 그룹 레인보우 역
- 이주영 : 그룹 레인보우 역
- 김인영 : 그룹 레인보우 역
- 구자영 : 그룹 레인보우 역
- 이세나 : 그룹 레인보우 역
- 남지연 : 칠공주 역
- 최효은 : 칠공주 역
- 김현숙 : 칠공주 역
- 이현주 : 칠공주 역
- 장기훈 : 작은 녀석 패거리 역
- 김현진 : 작은 녀석 패거리 역
- 박훈영 : 작은 녀석 패거리 역
- 지승학 : 작은 녀석 패거리 역
- 김희중 : 작은 녀석 패거리 역
- 김영헌 : 준석 기사 역
- 서병도 : 교감 선생님 역
- 김준희 : 트랜즈 역
- 박효진 : 극장 광고 역
- 최정선 : 극장 광고 역
- 이치우 : 극장 광고 역
- 박용찬 : 바클 학생 역
- 임지문 : 삼각자 학생 역
- 김태원 : 트렁크 건달 역
- 윤강환 : 트렁크 건달 역
- 김성화 : 검거 경관 역
- 최휴진 : 검거 경관 역
- 배원영 : 사회자 여학생 역
- 이동욱 : 소림사 학생 역
- 박용헌 : 소림사 학생 역
- 김포 : 콧수염 부하 역
- 지대한 : 눈칼자욱 그림자 역
- 나윤길 : 눈칼자욱 그림자 역
- 문성환 : 눈칼자욱 그림자 역
- 차진호 : 촉새 학생 역
- 이원정 : 촉새 학생 역
- 에이팀 : 주번 학생 역
- 김문빈 : 학생 역
- 조범식 : 학생 역
- 정윤혁 : 학생 역
- 김섬겸 : 학생 역
- 김정운 : 도루코 동생 역
- 문운봉 : 동수 행동대 역
- 김윤태 : 동수 행동대 역
- 손병희 : 동수 행동대 역
- 윤찬 : 동수 행동대 역
- 양지웅 : 웨이터 역
- 이경하 : 술집 아가씨 역
- 정지선 : 술집 아가씨 역
- 곽은영 : 술집 아가씨 역
- 황주현 : 술집 손님 역
- 문행근 : 술집 손님 역
- 최소이 : 인터메조 여직원 역
- 유상섭 : 턱주가리 역
- 이지연 : 예식장 여직원 역
- 선호진 : 우산 청년(송기호) 역
- 김재현 : 남고생 무리 역
- 김공 : 남고생 무리 역
- 신은철 : 남고생 무리 역
- 김진한 : 남고생 무리 역
- 강서흔 : 남고생 무리 역
- 오승찬 : 법정 검사 역
- 정종섭 : 법정 변호사 역
- 박찬영 : 재판관 역
- 유영준 : 재판관 역
- 김성녀 : 버스 안내양 역
- 이선호: 성우 역
- 조준백 : 건설회사 직원 역
- 이학우 : 건설회사 직원 역
- 홍승섭 : 방영시 준석의 더빙 목소리

### 특별출연
- 주현: 이철주 역

## OST
영화 친구의 OST는 영국의 가수 로버트 파머가 부른 "Bad Case of Loving You"라는 노래가 삽입되었다.

## 촬영지
- 영도대교
- 범일동 철도과선교 (범곡교차로 인근)

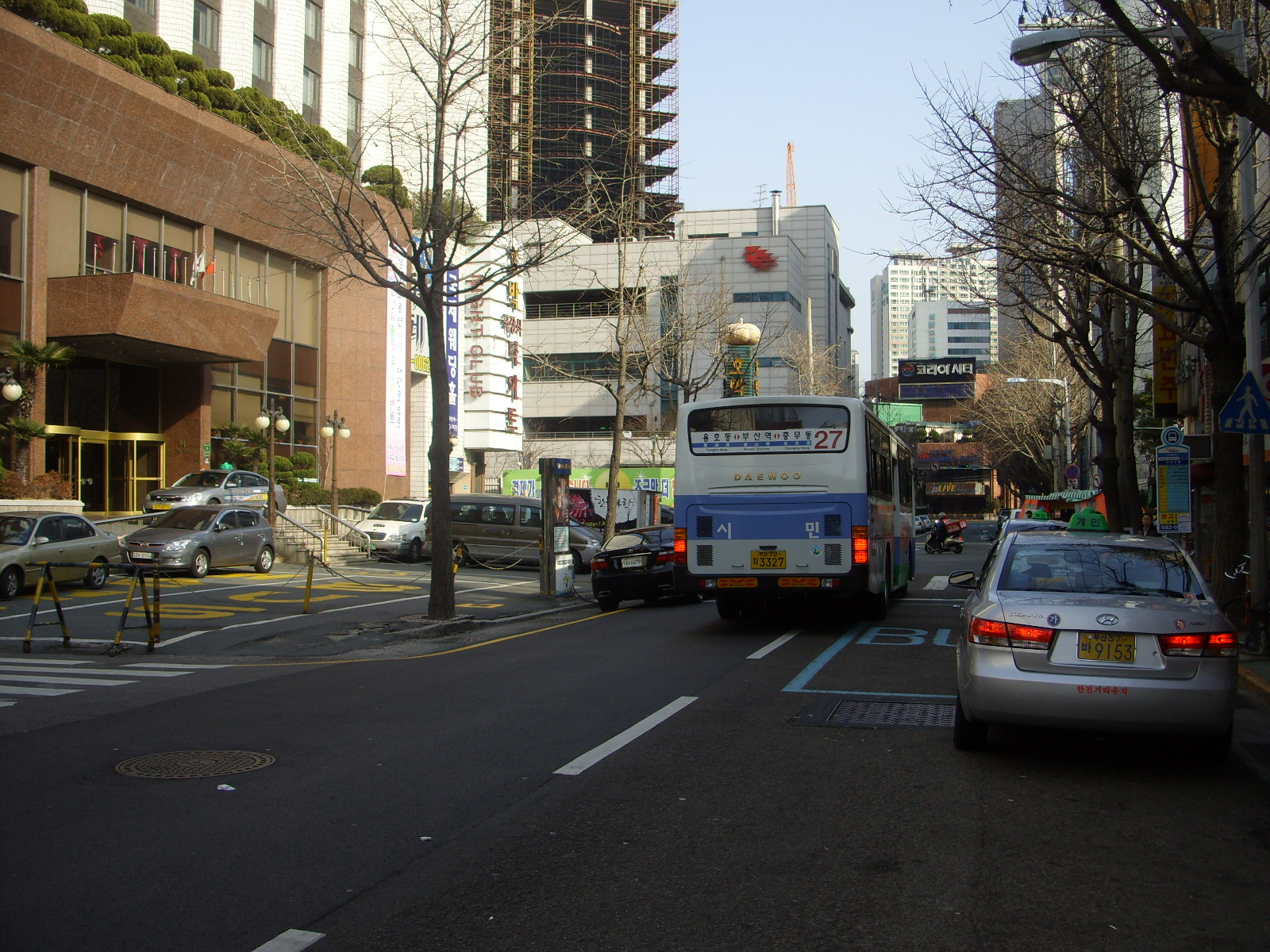
영화 친구의 촬영지였던 국제호텔 및 호박나이트 앞. 당시 국제나이트크럽. 이곳에서 준석(유오성)과 같은 조직의 일원 중 한명이 동수(장동건)를 사시미칼로 살해했다.

- 번영로(부산 제1도시고속도로 ) 충장고가도로 구간
- 관문대로(부산 제3도시고속도로) 가야고가도로 구간[3]
- 범일동 국제호텔 안 호박나이트(당시 국제나이트크럽) 및 국제호텔 앞 버스정류장
- 망양로 수정산복도로 구간
- 대변항
- 범일5동 매축지마을

## 논란
이 영화가 개봉될 당시 흥행한 점도 있었으나 한편으로는 논란을 불러일으키기도 하였는데, 이는 영화의 흥행으로 인해 한국 영화계에 조폭영화들이 범람하였기 때문이다. 이로 인하여 다른 영화 제작사들도 흥행을 목적으로 조직폭력배를 소재로 하여 영화를 제작하는 등 한국 영화의 질이 하락하였고 일부 청소년들의 경우에는 조직폭력배에 대한 사회적인 인식이 왜곡되는 등의 현상이 일어났으며 급기야는 영화가 개봉된 후인 2001년 10월 13일 실제로 부산의 한 공업고등학교에서 일진인 같은 반 학생에게 폭력을 당한 한 학생이 영화의 일부 내용을 여러 차례 돌려본 뒤 수업 중에 교실로 난입하여 살해하는 사건이 일어나기도 하였다.
이 사건은 당시 사회에 충격을 주었으며, 이후 조폭영화에 대한 논란이 끊이질 않고 있는데 iTV에서 해당 영화를 토대로 2부작 개그드라마가 만들어지기도 했다.

## 같이 보기
- 대한민국 영화 흥행 기록
- 친구 2
- 친구, 우리들의 전설 - 영화 친구를 드라마로 각색한 작품